# Andrej Frušić
Andrej Frušić (Divoš, 1916. – Srijemska Mitrovica, 1986.) bio je episkop Srpske pravoslavne Crkve.
Kršten je imenom Janko. Zamonašio se 1940. godine te je zaređen za svećenika u Novom Sadu. Godine 1939. diplomirao je na Bogoslovskom fakultetu u Beogradu. Tu je i doktorirao 1946. godine. Godine 1952. bio je izabran za docenta te 1958. za izvanrednog profesora na Bogoslovskom fakultetu u Beogradu. Predavao je patrologiju i povijest Crkve. Godine 1959. izabran je za vikarnoga episkopa budimljanskoga te je obnašao službu vikara patrijarha srpskoga. Iste godine bio je upravitelj Crnogorsko-primorske eparhije kojom je upravljao do imenovanja banjolučkim episkopom 1961. godine. Ondje je ostao do 1980. godine, kada je na osobni zahtjev premješten u srijemsku eparhiju.

### Članci
- Vukšić, Tomo. 2004. Međucrkveno i međunacionalno pitanje u djelu i misli biskupa Alfreda Pichlera (I). Crkva u svijetu. Sveučilište u Splitu - Katolički bogoslovni fakultet. Split. 39 (1): 133–159